# Nectophrynoides cryptus
Nectophrynoides cryptus är en groddjursart som beskrevs av Perret 1971. Nectophrynoides cryptus ingår i släktet Nectophrynoides och familjen paddor. IUCN kategoriserar arten globalt som starkt hotad. Inga underarter finns listade i Catalogue of Life.